# Комокс-Веллі
Регіональний округ Комокс-Веллі (англ. Comox Valley) — регіональний округ в Канаді, у провінції Британська Колумбія.

## Населення
За даними перепису 2016 року, регіональний округ нараховував 66527 жителів, показавши зростання на 4,7%, порівняно з 2011-м роком. Середня густина населення становила 39,1 осіб/км².
З офіційних мов обидвома одночасно володіли 6 055 жителів, тільки англійською — 59 655, тільки французькою — 50, а 170 — жодною з них. Усього 4,250 осіб вважали рідною мовою не одну з офіційних, з них 35 — одну з корінних мов, а 110 — українську.
Працездатне населення становило 56,7% усього населення, рівень безробіття — 7,8% (9% серед чоловіків та 6,6% серед жінок). 82,2% були найманими працівниками, 16,3% — самозайнятими.
Середній дохід на особу становив $41 565 (медіана $32 664), при цьому для чоловіків — $50 436, а для жінок $33 373 (медіани — $41 716 та $26 390 відповідно).
29,6% мешканців мали закінчену шкільну освіту, не мали закінченої шкільної освіти — 15,1%, 55,2% мали післяшкільну освіту, з яких 34,5% мали диплом бакалавра, або вищий, 440 осіб мали вчений ступінь.
| Статево-вікова структура населення | Статево-вікова структура населення | Статево-вікова структура населення | Статево-вікова структура населення | Статево-вікова структура населення |
| ---------------------------------- | ---------------------------------- | ---------------------------------- | ---------------------------------- | ---------------------------------- |
|                                    |                                    |                                    |                                    |                                    |
| Всього                             | Всього                             | 48,3%51,7%                         |                                    |                                    |
| 0 — 14 років                       | 0 — 14 років                       |                                    | 13,8%                              | 13,8%                              |
| 15 — 64 років                      | 15 — 64 років                      |                                    | 60,5%                              | 60,5%                              |
| 65 і більше                        | 65 і більше                        |                                    | 25,6%                              | 25,6%                              |
| 85 і більше                        | 85 і більше                        |                                    | 3%                                 | 3%                                 |
| 100 і більше                       | 100 і більше                       |                                    | 0%                                 | 0%                                 |
| Середній вік (років)               | Середній вік (років)               | 45,847,4                           | 46,7                               | 46,7                               |
| Медіана (років)                    | Медіана (років)                    | 49,751,7                           | 50,8                               | 50,8                               |
| — чоловіки — жінки                 |                                    |                                    |                                    |                                    |

| Походження мешканців:     | Походження мешканців:     | Походження мешканців: | Походження мешканців: | Походження мешканців: |
| ------------------------- | ------------------------- | --------------------- | --------------------- | --------------------- |
| Походження                |                           |                       | осіб                  | %                     |
| Корінні американці        | Корінні американці        |                       | 4 880                 | 7.47%                 |
| Інше північноамериканське | Інше північноамериканське |                       | 18 310                | 28.02%                |
| Європейське               | Європейське               |                       | 55 380                | 84.74%                |
| британське                | британське                |                       | 42 975                | 65.76%                |
| французьке                | французьке                |                       | 8 215                 | 12.57%                |
| українське                | українське                |                       | 3 685                 | 5.64%                 |
| Карибське                 | Карибське                 |                       | 200                   | 0.31%                 |
| Латинськоамериканське     | Латинськоамериканське     |                       | 375                   | 0.57%                 |
| Африканське               | Африканське               |                       | 470                   | 0.72%                 |
| Азійське                  | Азійське                  |                       | 2 815                 | 4.31%                 |
| Океанійське               | Океанійське               |                       | 440                   | 0.67%                 |

| Зайнятість населення за галузями (за класифікацією NOC): | Зайнятість населення за галузями (за класифікацією NOC): | Зайнятість населення за галузями (за класифікацією NOC): | Зайнятість населення за галузями (за класифікацією NOC): | Зайнятість населення за галузями (за класифікацією NOC): |
| -------------------------------------------------------- | -------------------------------------------------------- | -------------------------------------------------------- | -------------------------------------------------------- | -------------------------------------------------------- |
|                                                          |                                                          |                                                          |                                                          |                                                          |
| Управління                                               | Управління                                               |                                                          | 10,6%                                                    | 10,6%                                                    |
| Бізнес, фінанси та адміністрування                       | Бізнес, фінанси та адміністрування                       |                                                          | 11,5%                                                    | 11,5%                                                    |
| Природничі та прикладні науки                            | Природничі та прикладні науки                            |                                                          | 5,6%                                                     | 5,6%                                                     |
| Охорона здоров'я                                         | Охорона здоров'я                                         |                                                          | 8,8%                                                     | 8,8%                                                     |
| Освіта, правозахист, муніципальні та урядові служби      | Освіта, правозахист, муніципальні та урядові служби      |                                                          | 12,4%                                                    | 12,4%                                                    |
| Мистецтво, культура, відпочинок та спорт                 | Мистецтво, культура, відпочинок та спорт                 |                                                          | 3,1%                                                     | 3,1%                                                     |
| Роздрібна торгівля та послуги                            | Роздрібна торгівля та послуги                            |                                                          | 25,1%                                                    | 25,1%                                                    |
| Гуртова торгівля, транспорт та обладнання                | Гуртова торгівля, транспорт та обладнання                |                                                          | 16,2%                                                    | 16,2%                                                    |
| Природні ресурси, сільське господарство                  | Природні ресурси, сільське господарство                  |                                                          | 5%                                                       | 5%                                                       |
| Виробництво                                              | Виробництво                                              |                                                          | 1,7%                                                     | 1,7%                                                     |

## Населені пункти
До складу регіонального округу входять місто Кортні (Британська Колумбія), містечко Комокс, село Камберленд, індіанські резервації Комокс 1, Пентледж 2, а також хутори, інші малі населені пункти та розосереджені поселення.

## Клімат
Середня річна температура становить 6,7°C, середня максимальна – 17,8°C, а середня мінімальна – -4,4°C. Середня річна кількість опадів – 1 757 мм.
| Клімат поселення                              | Клімат поселення | Клімат поселення | Клімат поселення | Клімат поселення | Клімат поселення | Клімат поселення | Клімат поселення | Клімат поселення | Клімат поселення | Клімат поселення | Клімат поселення | Клімат поселення | Клімат поселення |
| Показник                                      | Січ.             | Лют.             | Бер.             | Квіт.            | Трав.            | Черв.            | Лип.             | Серп.            | Вер.             | Жовт.            | Лист.            | Груд.            |                  |
| Середній максимум, °C                         | 4,56             | 5,99             | 7,22             | 9,61             | 12,49            | 15,39            | 16,82            | 17,82            | 14,70            | 10,42            | 5,67             | 2,80             |                  |
| Середня температура, °C                       | 0,09             | 1,54             | 2,77             | 5,15             | 8,05             | 10,94            | 14,16            | 15,17            | 12,03            | 7,76             | 3,01             | 0,15             |                  |
| Середній мінімум, °C                          | −4,35            | −2,91            | −1,67            | 0,70             | 3,60             | 6,50             | 11,50            | 12,50            | 9,37             | 5,10             | 0,36             | −2,52            |                  |
| Норма опадів, мм                              | 255              | 194              | 161              | 115              | 77               | 67               | 41               | 51               | 57               | 186              | 292              | 261              |                  |
| Середньомісячна швидкість вітру, м/с          | 3.02             | 2.92             | 2.99             | 3.07             | 2.93             | 2.98             | 2.84             | 2.58             | 2.50             | 2.70             | 3.09             | 2.91             |                  |
| Середньомісячна сонячна радіація, кДж/м²·день | 3094             | 5849             | 9775             | 14436            | 18101            | 19332            | 20185            | 17270            | 12602            | 6894             | 3528             | 2442             |                  |
| --------------------------------------------- | ---------------- | ---------------- | ---------------- | ---------------- | ---------------- | ---------------- | ---------------- | ---------------- | ---------------- | ---------------- | ---------------- | ---------------- | ---------------- |
| Джерело:                                      |                  |                  |                  |                  |                  |                  |                  |                  |                  |                  |                  |                  |                  |